# Dark Angel (manga)
Pour les articles homonymes, voir Dark Angel.
 (septembre 2008).
Si vous disposez d'ouvrages ou d'articles de référence ou si vous connaissez des sites web de qualité traitant du thème abordé ici, merci de compléter l'article en donnant les références utiles à sa vérifiabilité et en les liant à la section « Notes et références ».
Dark Angel (聖獣伝説ダークエンジェル, Seija densho Dark Angel, litt. « La légende de la bête sacrée Dark Angel ») est un manga de Kia Asamiya (麻宮 騎亜, Asamiya Kia). Publié au rythme de douze pages par mois dans le magazine Newtype de la Kadokawa Shoten à partir de 1990, il compte cinq volumes publiés en sept ans. Mais à cause du manque de succès de la série, et des délais de parution trop longs, l'éditeur a finalement arrêté de publier ce manga.
En France, ce manga fut publié par Panini Comics dans la collection Génération Comics dès mai 2000 à un rythme bimestriel.

## Synopsis
Après avoir battu en duel son maître, Dark, accompagné de la jeune Kyo, part pour l’Empire du Centre où, comme le veut la tradition, il doit être consacré Gensei de son clan. Un long et dangereux périple devenant une sorte de voyage initiatique qui l’aidera à mieux se connaître lui-même...

## Univers
On ne sait pas où se déroule précisément l'histoire de Dark Angel, même si l'on sait que celle-ci se déroule bien dans notre monde, comme le montrent les allusions à la Grèce, à Babylone et aux Mayas. Toutefois, la Grèce se situe en Occident par rapport à cette terre, et l'on peut donc supposer que l'histoire se situe en Asie.
Le pays est divisé en cinq Empires : le nord, l'ouest, le sud, l'est, et le centre. Chacun de ces empires est dirigé par un Gensei. Le Gensei dirige et garantit la protection de son peuple, sur lequel il a le droit de vie et de mort. Ils doivent régulièrement rendre leurs comptes à Lai Haan, souverain de l'Empire du centre.
Dotés de pouvoirs surnaturels, ils peuvent se métamorphoser en fonction de l'animal représentant l'Empire auxquels ils appartiennent. Toutefois, ils ne se servent d'un tel pouvoir qu'en de rares occasions, uniquement en cas de grand danger.
Il existe deux façons de transmettre le titre de Gensei à son successeur : la première consiste à désigner directement le successeur ; la deuxième est lorsqu'un Gensei meurt et qu'il a déjà choisi son successeur, alors l'esprit du défunt et son art accompagnent l'élu dans sa nouvelle mission.
Ils sont assistés dans leur tâche par une Hoosei, un petit esprit féerique d'apparence humaine, mais dont la taille est d'environ vingt centimètres. Entièrement dévoué à son maître, il a pour mission de le protéger et aussi de le soigner à l'aide des quelques pouvoirs magiques dont il dispose. Il est choisi par le chef de l'Empire du Centre, et il remplit sa fonction jusqu'à ce que le Gensei meure ou perde sa position.
Afin de préserver la paix entre les différents Empires, Lai Haan a ordonné un pacte de non-agression qui interdit toute intrusion dans un Empire étranger. De plus, les combats entre Genseis sont eux aussi interdits, et très sévèrement punis.

## Personnages

### Clan des Suzaku / Clan du Phénix Vermeil (Empire du Sud)
À l'origine, le Gensei de ce clan était Soo, homme bon et charitable qui avait l'estime et la confiance de tous, et il était considéré comme le Gensei le plus puissant des quatre Empires. Cependant, sans que personne le sût, il était atteint d'une grave maladie mortelle, et il s'empressa de choisir celui qui lui succédera au titre de Gensei. Pressentant les aptitudes de Dark, il le recueille alors que ce dernier n'a encore que neuf ans, et l'entraîne intensément pendant cinq ans, jusqu'au jour où celui-ci finit par le surpasser.
Encore jeune et immature, et ayant un sens de l'orientation défaillant, Dark n'est pas encore tout à fait apte à succéder à Soo. Allant même jusqu'à transgresser involontairement les lois et engageant le combat avec la Gensei de l'Empire de l'Est, il se retrouve puni par le chef des Armées de l'Empire du Centre, et se fait confisquer le Sabre Vermeil, symbole même de son titre de Gensei. Son voyage en direction de l'Empire du Centre pour le récupérer et  pour confirmer son titre de Gensei est en quelque sorte un périple initiatique qui lui permettra de se former à sa nouvelle tâche.
Kyo, anciennement Hoosei de Soo, qu'elle admirait énormément, a maintenant décidé de se mettre au service de son nouveau maître, Dark. Émotive et effrontée, celle-ci n'arrête pas de le gronder et de le réprimander sans arrêt, mais au fond elle s'inquiète vraiment du sort de Dark, n'hésitant pas une seconde à sacrifier sa vie pour défendre celle de son maître.
Koo et Ryoo font partie de la garde personnelle de Dark. Koo accepte mal que ce dernier ait été élu Gensei des Suzaku et se méfie toujours de lui. C'est un maître dans l'art de manipuler les stylets. Ryoo, chargé lui aussi d'assurer la sécurité de Dark, approuve pleinement le choix de Lord Soo, l'ancien Gensei des Suzaku. Contrairement à Koo, il considère le nouveau Gensei comme quelqu'un de valeur et digne de confiance.
Au cours de son voyage dans l'Empire du Sud, Dark fera la connaissance de Kin, un vieux maître d'armes, qui lui offrira son hospitalité. Après avoir soumis le jeune homme à une épreuve pour juger de sa valeur et de ses intentions pacifiques, il lui donne en récompense Shinrooen, un sabre sans lame, destiné à préserver la paix.

### Clan des Seiryuu / Clan du Dragon Bleu (Empire de l'Est)
Son dirigeant Lord Mei désigne Lin comme son successeur direct. Malgré sa gentillesse et son apparente fragilité, les pouvoirs de Lin ont considérablement augmenté quand, après avoir été nommée Gensei, elle est entrée en possession des perles d'eau, de terre, de feu, et de vent, symboles ancestraux de son clan. Toutefois, il lui manque la cinquième perle, la perle d'or, qui a disparu depuis trois générations, et dont les pouvoirs sont tels qu'elle peut ramener un défunt à la vie.
Lin dispose d'une garde personnelle constituée de Shiki, sa Hoosei, ainsi que de Ran et de Chao, deux puissants guerriers qui n'ont de cesse de vouloir la protéger. Chao éprouve une certaine rancune envers Dark, puisqu'il a tué Soo, dont elle était secrètement amoureuse, et qui l'a initiée à l'art du combat. De plus, les Douze Généraux du Dragon se chargent de faire respecter l'ordre dans l'Empire.
Cependant, Lin a une féroce rivale : Nie. Faisant partie des généraux au service du Gensei du Dragon Bleu, elle espérait être élue Gensei mais Lord Mei lui a préféré Lin. Depuis, incapable de comprendre les raisons de son choix, elle voue à cette dernière une haine sans borne et elle a déjà tenté de l'éliminer.

### Clan des Byakko / Clan du Tigre Blanc (Empire de l'Ouest)
Lord Tan était le Gensei du clan du Tigre Blanc jusqu'à ce que sa compagne, Susa, se fasse enlever par les Gairana, une tribu nomade de bandits, et il décide alors d'abandonner son titre pour partir à sa recherche. Il désigne donc Shoo pour reprendre en main la direction de son clan.
Shoo est cependant loin d'être un chef honorable : barbare et tyrannique, il aime faire couler le sang, et entretient un règne de terreur parmi ses sujets, pour lesquels il n'a aucune estime. Bafouant sans scrupule les lois imposées par Lai Haan, celui-ci n'en fait toujours qu'à sa tête, il adore combattre et considérant Dark comme un adversaire digne de lui, il ira même jusqu'à le défier.
Bee, sa maligne Hoosei, était l'amie de Kyo jusqu'à ce qu'elle tienne cette dernière pour responsable de la mort de son frère. Depuis, elle ne peut s'empêcher d'éprouver une profonde amertume pour elle. Elle est entièrement dévouée à Shoo et l'accompagne partout.
Deux de ses plus proches subordonnés sont Soo et Sei. Soo, comme la plupart des membres de son clan, a pour points forts une rapidité hors pair et l'instinct de chasseur propre aux félins. Ayant échoué dans la mission que lui avait confié Lord Shoo visant à éliminer Goo, un Genra qui se serait rebellé contre son autorité, il s'en voit sévèrement puni. Sei, quant à elle, est une jeune femme mystérieuse, qui semble avoir un étrange pouvoir de domination sur Shoo.

### Clan des Genbu / Clan de la Tortue de Jade (Empire du Nord)
Le clan des Genbu est dirigé par En, homme sage mais rusé, qui aime se mêler des affaires des autres Empires. Sa Hoosei, Setsuka, malgré son apparence frêle, dispose d'un redoutable potentiel, lui permettant de rivaliser sans difficulté avec un ennemi bien plus grand qu'elle. En plus de sa force, sa détermination et sa volonté font d'elle une alliée de choix. En dispose également d'une armée à son service, les sept Hokuteki, ou étoiles de la Grande Ourse. À la différence des Genra, lorsque ceux-ci se transforment, plutôt que de se métamorphoser en animaux, il revêtent une armure qui les protège entièrement.

### Empire du Centre
On ignore beaucoup sur cet Empire, entouré par les quatre autres Empires, d'où son nom. Son chef, Lai Haan, dispose d'une autorité sur les quatre autres Genseis, puisque même Shoo le redoute. Pan Garuda, le commandant en chef de l'Armée de l'Empire du Centre, semble lui aussi avoir autorité sur eux, puisqu'il se permet de punir Lin et Dark.

### Sayan
Sayan est une jeune fille que Dark rencontre en rêve. Partagée tout d'abord entre l'attitude douce et paisible de Dark et son profil de guerrier, elle finit par se lier d'amitié à lui. Elle vient d'une époque future, puisque les avions et les chars d'assaut existent dans son "monde".

### Spectres grecs
On ne sait pas grand chose de la Grèce et de ses spectres grecs, si ce n'est qu'ils sont avides de combats. Au cours de l'un de ses voyages, Lin rencontrera Delpyune, un de ces spectres qui est en réalité un être hybride moitié femme moitié serpent, qui tentera de la tuer, au nom de son maître, Lord Tyupon.

### Gairanas
Les Gairanas sont un clan nomade de bandits androïdes. Ils sont créés au sein de l'empire mécanique de Jipang, une petite île déserte dénuée de toute ressource naturelle, mais qui possède un énorme agglomérat mécanique fondé par la seule personne qui y vit, Kyubi. Ceux-ci excellent par leurs aptitudes au combat, et aiment défier d'autres guerriers dans leur arène de combat, qui est en fait un Colisée monté sur une tortue géante. Cependant, beaucoup de leurs origines restent un mystère.

## Staff
- Scénario et dessin : Kia Asamiya
- Rédaction : Shinobu Kuwahara - Shin'ichiro Inoue - Osamu Ōta
- Design : Tetsuya Asakura
- Couleurs : Kumiko Nakayama
- Conception graphiques titres : Tetsuya Asakura
- Production : Michitaka Kikuchi
- Consultant spécial : Michitaka Kikuchi
- Assistant-dessinateur en chef : Shinobu Abebe
- Assistants-dessinateurs réguliers : Hirotaka Ōkuma - Takashi Sakai - Tsutomu Isomata - Yuji Komatsu - Yoshiaki Nakahama - Takako Ishida
- Assistants-dessinateurs exceptionnels : Mitsuhiro Moriyama - Kenji Nitta - Hiroki Saito - Yuitaka Karyu - Naoki Mochitzuki - Yūki Sasaki - Yuji Ushida - Takeshi Okazaki

## Édition française